# 北河镇
北河镇，是中华人民共和国河北省保定市定兴县下辖的一个乡镇级行政单位。

## 行政区划
北河镇下辖以下地区：
北河村、苍巨村、西刘家庄村、东刘家庄村、耿家庄村、十五汲村、史家庄村、郑村、红树村和红树营村。

## 交通
- 京广铁路：北河店站